# Комісія Грузія — НАТО
Комісія Грузія — НАТО — комісія, як форум для політичних консультацій та практичної співпраці, створена в вересні 2008 року, для допомогти Грузії приєднатись до членства в НАТО.

## Мета Комісії НАТО-Грузія
15 вересня 2010 року в Тбілісі між генеральним секретарем НАТО та прем'єр-міністром Грузії був підписаний Рамочний документ щодо створення цього нового органу. Відразу після підписання Рамочного документа відбулося інавгураційне засідання. Комісія НАТО-Грузія має намір щодо поглиблення політичного діалогу та співробітництва між НАТО і Грузією на всіх його рівнях. Комісія контролює процес, початок якого був покладенний на зустрічі в Бухаресті в квітні 2008 року. Під час цієї зустрічі країни НАТО досягли домовленості про те, що Грузія стане повноправним членом НАТО. Коміся НАТО-Грузія прагне підтримати зусилля Грузії щодо просування політичної, економічної реформи відповідно до євроатлантичних прагнення країни та її бажанням вступити в НАТО. При цьому особливий акцент робиться на важливіші завдання в демократичній та інституційній сфері.
Перед КНГ поставлена ще одна задача, а саме — координувати зусилля Альянсу, щоб допомогти Грузії у відновленні після конфлікту з Росією в серпні 2008 року.

## Участь
Держави-члени НАТО та Грузія, які представлені в Комісії НАТО-Грузія, засідання якої проводяться постійно на рівні послів і військових представників, а також періодично на рівні міністрів закордонних справ, міністрів оборони, начальників генеральних штабів та іноді— на вищому рівні.
Засідання КНГ на високому рівні готує Політичний комітет у форматі КНГ. Засідання в цьому форматі також є певною базою для постійного обміну думками з питань політики та безпеки, які становлять спільний інтерес з обох боків, а також підготовки та оцінки програми співпраці Грузії з НАТО.

## Робота КНГ
Коміся НАТО-Грузія є форумом для консультацій між країнами НАТО і Грузією щодо процесу створення відповідних реформ в Грузії, допомоги в його здійсненні безпосередньо з боку НАТО, а також з питань регіональної безпеки, що становлять спільний інтерес. У грудні 2009 року міністри закордонних справ НАТО прийняли рішення про подальше поглиблення роботи по лінії КНГ допомогою Річної національної програми, робота над якою завершилася навесні 2009 року, при цьому замінила Індивідуальний план дій партнерства за допомогою якого, велося співробітництво між НАТО і Грузією. Комісія НАТО-Грузія також стежить за спільною діяльністю, здійснюваною в рамках участі Грузії в «Партнерстві заради миру», а також у сфері військового співробітництва.